# خیابان سن کلر
خیابان سنت کلیر (انگلیسی: St. Clair Avenue) یک خیابان اصلی شرقی-غربی در تورنتو، انتاریو، کانادا است. این خیابان در اواخر قرن ۱۸ توسط بریتانیایی‌ها به عنوان یک جاده امتیازی، ۲ کیلومتری (۱٫۲ مایلی) شمال خیابان بلور و ۴ کیلومتری (۲٫۵ مایلی) شمال خیابان کوئین (تورنتو)، ساخته شد.